# Robert Bertie, IV duca di Ancaster e Kesteven
Robert Bertie, IV duca di Ancaster e Kesteven (Grimsthorpe, 17 ottobre 1756 – Grimsthorpe, 8 luglio 1779), è stato un nobile e militare britannico.

## Biografia
Indicato coi titoli di Lord Willoughby de Eresby sino al 1758 e Marchese di Lindsey dal 1758 al 1778, Robert era figlio secondogenito di Peregrine Bertie, III duca di Ancaster e Kesteven.
Alla morte del fratello maggiore Peregrine Thomas Bertie, marchese di Lindsey, il 12 dicembre 1758, ereditò tale titolo di cortesia. Studiò all'Eton College ed al St John's College, Cambridge.
Nel 1777 circa, entrò come volontario nell'esercito britannico per prestare servizio in Nord America. Tenente del 7th Regiment of Foot, il 20 gennaio 1778, venne promosso capitano nel 15th Regiment of Foot.
Alla morte di suo padre il 12 agosto 1778, gli succedette come IV Duca di Ancaster e Kesteven, IV Marchese di Lindsey, VII Conte di Lindsey, XX Barone Willoughby de Eresby e Lord Gran Ciambellano ereditario. Fu l'ultimo a detenere quest'ultimo titolo in via ereditaria. Il 12 febbraio 1779 venne investito dell'incarico di Privy Counsellor e fu Lord Luogotenente del Lincolnshire.
Non si sposò mai e morì l'8 luglio 1779 di scarlattina. Venne sepolto il 22 luglio 1779 ad Edenham. Alla sua morte, il titolo di Lord Gran Ciambellano e quello di Barone Willoughby de Eresby vennero divisi tra le sue due sorelle, mentre gli altri titoli passarono a suo zio. Una figlia illegittima del IV duca, Susan, sposò Banastre Tarleton, ma la coppia non ebbe eredi.

## Ascendenza
|                                                   |               |                              | Genitori                       |  |  | Nonni |  |  | Bisnonni                                     |  |  | Trisnonni                           |  |
|                                                   |               |                              |                                |  |  |       |  |  | Robert Bertie, I duca di Ancaster e Kesteven |  |  | Robert Bertie, III conte di Lindsey |  |
|                                                   |               |                              |                                |  |  |       |  |  | Robert Bertie, I duca di Ancaster e Kesteven |  |  | Robert Bertie, III conte di Lindsey |  |
|                                                   |               | Elizabeth Wharton            |                                |  |  |       |  |  | Robert Bertie, I duca di Ancaster e Kesteven |  |  |                                     |  |
| Peregrine Bertie, II duca di Ancaster e Kesteven  |               |                              |                                |  |  |       |  |  | Robert Bertie, I duca di Ancaster e Kesteven |  |  |                                     |  |
|                                                   |               | Mary Wynn                    | Richard Wynn, IV baronetto     |  |  |       |  |  |                                              |  |  |                                     |  |
|                                                   |               | Mary Wynn                    | Richard Wynn, IV baronetto     |  |  |       |  |  |                                              |  |  |                                     |  |
|                                                   |               | Mary Wynn                    | Sarah Myddelton                |  |  |       |  |  |                                              |  |  |                                     |  |
| Peregrine Bertie, III duca di Ancaster e Kesteven |               | Mary Wynn                    |                                |  |  |       |  |  |                                              |  |  |                                     |  |
|                                                   |               | John Brownlow, III baronetto | Richard Brownlow, II baronetto |  |  |       |  |  |                                              |  |  |                                     |  |
|                                                   |               | John Brownlow, III baronetto | Richard Brownlow, II baronetto |  |  |       |  |  |                                              |  |  |                                     |  |
|                                                   |               | John Brownlow, III baronetto | Elizabeth Freke                |  |  |       |  |  |                                              |  |  |                                     |  |
| Jane Brownlow                                     |               | John Brownlow, III baronetto |                                |  |  |       |  |  |                                              |  |  |                                     |  |
|                                                   |               | Alice Sherard                | Richard Sherard                |  |  |       |  |  |                                              |  |  |                                     |  |
|                                                   |               | Alice Sherard                | Richard Sherard                |  |  |       |  |  |                                              |  |  |                                     |  |
|                                                   |               | Alice Sherard                | Margaret Dewe                  |  |  |       |  |  |                                              |  |  |                                     |  |
| Robert Bertie, IV duca di Ancaster e Kesteven     |               | Alice Sherard                |                                |  |  |       |  |  |                                              |  |  |                                     |  |
|                                                   | Thomas Panton | Thomas Panton                |                                |  |  |       |  |  |                                              |  |  |                                     |  |
|                                                   | Thomas Panton | Thomas Panton                |                                |  |  |       |  |  |                                              |  |  |                                     |  |
|                                                   | Thomas Panton | Dorothy Stacy                |                                |  |  |       |  |  |                                              |  |  |                                     |  |
| Thomas Panton                                     | Thomas Panton |                              |                                |  |  |       |  |  |                                              |  |  |                                     |  |
|                                                   |               | Mary Cotton                  | Richard Cotton                 |  |  |       |  |  |                                              |  |  |                                     |  |
|                                                   |               | Mary Cotton                  | Richard Cotton                 |  |  |       |  |  |                                              |  |  |                                     |  |
|                                                   |               | Mary Cotton                  | Elizabeth Lumley               |  |  |       |  |  |                                              |  |  |                                     |  |
| Mary Panton                                       |               | Mary Cotton                  |                                |  |  |       |  |  |                                              |  |  |                                     |  |
|                                                   |               | …                            | …                              |  |  |       |  |  |                                              |  |  |                                     |  |
|                                                   |               | …                            | …                              |  |  |       |  |  |                                              |  |  |                                     |  |
|                                                   |               | …                            | …                              |  |  |       |  |  |                                              |  |  |                                     |  |
| Priscilla                                         |               | …                            |                                |  |  |       |  |  |                                              |  |  |                                     |  |
|                                                   |               | …                            | …                              |  |  |       |  |  |                                              |  |  |                                     |  |
|                                                   |               | …                            | …                              |  |  |       |  |  |                                              |  |  |                                     |  |
|                                                   |               | …                            | …                              |  |  |       |  |  |                                              |  |  |                                     |  |
|                                                   |               | …                            |                                |  |  |       |  |  |                                              |  |  |                                     |  |